# 八重歯
八重歯（やえば）とは、歯牙が叢生（）した状態のこと。特に上顎犬歯の低位唇側転位を指す通俗的表現。「押歯」「添歯」「鬼歯」ともいう。 
顎骨の劣成長や乳歯の脱落遅延などによって生じる現象であり、永久歯が正常に萌出するためのスペースが確保できない場合に発生する。また、先天的な歯冠幅や骨格によっても左右される。

## 歴史と語源

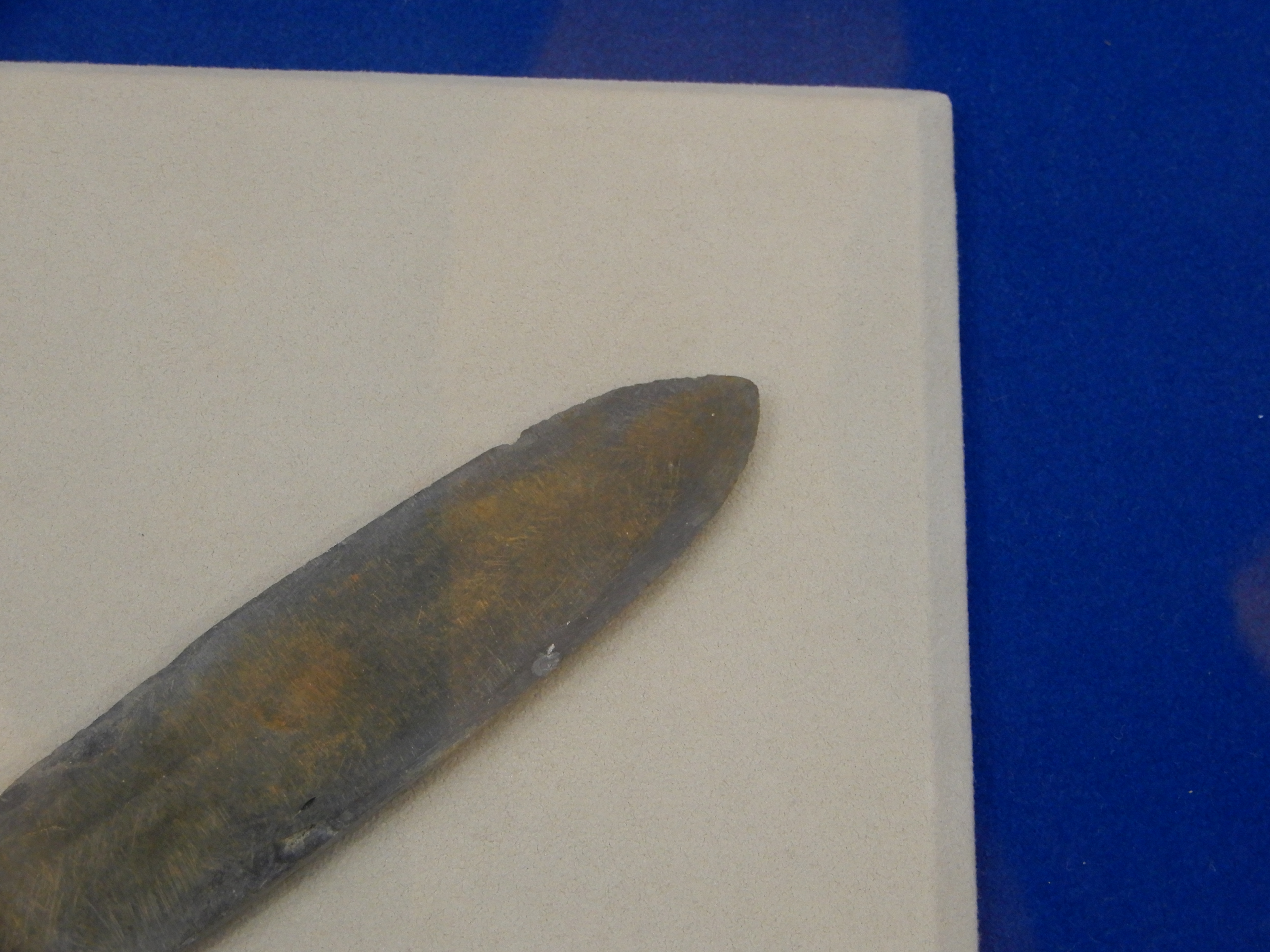
磨製石剣の刃先

刃（やいば）を由来とする。八重山（やいま）と同じく、古代では八重【やえ／やゑ】を【やい／やゐ】と発音していた。古代の剣（銅剣や石剣）は芯が厚みを帯び、切っ先は先端が尖り諸刃になっている。この形状が八重歯と酷似していたため。また先端が尖っているため糸を噛み切るのに都合がよく、糸切り歯とも呼ばれる。
古事記によると、市辺押磐皇子は八重歯で歯の先端が3つに割れていたことから「市辺之忍歯王」とも呼ばれた。

## 叢生
叢生（）とは、歯が大きく顎が小さいなど歯の大きさと顎の大きさのアンバランスにより、歯が顎の正しい位置に収まりきらなくなり歯が重なったり、ズレたりと歯並びがガタガタになった状態。一般に乱杭歯（）と呼ばれることが多い。逆に歯が小さいなど歯並びに隙間のある場合は空隙（）という。

## 印象とキャラクターイメージ
欧米ではドラキュラの牙に見えるなど、悪いイメージがあり嫌われている。
反面日本では、笑顔のアクセントとして魅力の一種とされ、八重歯をかわいいというのは日本だけだと言われる。古くより八重歯の芸能人が多数存在し、特に高い知名度としては、石野真子や河合奈保子が知られている。
漫画やアニメーションでも多数存在したが、特に近年はソーシャルゲームなどマニア向けのゲーム・アニメの普及に伴い、八重歯を持つキャラクターが、オッドアイ（虹彩異色症）と共に増加の傾向にある。描き方としては、口を開けると三角の歯だけが見える（牙と差別化するため一つだけ見せるパターンが多い）と言うのが基本だが、2010年代後半からは、口元の横線自体に三角の歪みがあるという、一見口そのものが歪んでいる様に見える様に簡略化された作風が流行している。発祥は不明だが、作品の大ヒットで知名度の高いキャラとしては、『ゆるキャン△』の犬山あおいなどが知られる。なお、サメの歯のように全てがとがった歯である、通称「ギザ歯」とは区別される。